# Mezopotamska tema
Mezopotamija (grško Μεσοποταμία, Mesopotamía) je bila tema (vojaško-civilna provinca) Bizantinskega cesarstva v sedanji vzhodni Turčiji. Bizantinske Mezopotamije se zato ne sme zamenjati z rimsko provinco Mezopotamijo v sedanjem Iraku. Bizantinska Mezopotamija je obsegala ozemlje med turškima rekama Murat in Çimisgezek. 

## Zgodovina
Tema je bila ustanovljena verjetno med letoma 899 in 911, ko je cesar Leon VI. Modri (vl. 886–912) za guvernerja imenoval Lucija, nekdanjega prokonzula province Pont. Večji del teme je nastal iz gruzinske kneževine Taron, ki ji je vladal Manuel Bagration. Manuel in njegovi štirje sinovi so svoje ozemlje prepustili Bizantinskemu cesarstvu v zameno za naslove in posestva v drugih temah. Z Armenci naseljeni okrožji Kelcene (izločeno iz Kaldije) in Kamača (del Kolonejske teme) sta bili nato združeni v novo temo.
Cesar Konstantin VII. Porfirogenet (vl. 913–959) omenja, da je bila regija, preden je bila povzdignjena v temo, "neimenovana klisura", vendar obstajajo dokazi o veliko zgodnejših upravnih strukturah od te. Pečat spatarija in stratega Mezopotamije, datiran v obdobje okoli leta 810, morda kaže na obstoj prve tamkajšnje kratkotrajne teme. Pečat turmarha z armenskim imenom Musilikes je pogojno datiran v obdobje okoli leta 870.
Možno je, da je bila Mezopotamska tema ustanovljena v poznem 9. stoletju iz armenske kneževine kot dela neke sosednje teme, njen knez pa je prejel bizantinski naslov in ji še naprej vladal, preden je bila razširjena v polno temo. To lahko pojasni tudi posebnost, da njen strateg do leta 911 svoje plače ni črpal iz cesarske zakladnice, temveč iz carinskih prihodkov svoje province.
Komandanti teme so bili imenovani skozi vse 10. stoletje in so obstajali vzporedno z novim položajem duxa Mezopotamije, ustanovljenem okoli leta 975. Za razliko od strategov je bil dux regionalni poveljnik, ki je nadziral osrednji del bizantinske vzhodne meje. V 11. stoletju je bila večina izpričanih duxov Mezopotamije Armencev, vključno z Gregorjem Magistrosom in njegovim sinom. Po bitki pri Manzikertu leta 1071 je cesar Mihael VII. Dukas (vl. 1071–1078) poskušal tam ponovno vzpostaviti bizantinsko oblast, vendar je provinca dokončno pripadla Turkom Seldžukom.